# Прохоровка
Прохоровка е селище от градски тип, административен център на Прохоровски район в Белгородска област на Русия.

## География
Разположено е в северната част на областта, на брега на река Псьол. Разстоянието до областния център е 56 км. Прохоровка е и железопътна станция на линията Курск – Белгород.

## История
Първото споменаване на населеното място в исторически документи е през 17 век. До 1918 г. селището носи името Александровско, в чест на император Александър II.
През юли 1943 г., по време на Втората световна война, в района на Прохоровка се провежда най-голямото танково сражение в историята – от 2-те страни (Нацистка Германия и Съветският съюз) участват общо над 1200 танка и самоходни оръдия (ок. 400 немски и над 800 руски).

## Население
- По данни от преброяване от 1989 г. – 10 007 души
- По данни от преброяване от 2002 г. – 8093 души
- По данни от последното преброяване от 2005 г. – 9800 души

## Забележителности
През 1995 г. тук е открит Държавният военноисторически музей-резерват „Прохоровско поле“, включващ мемориал и места, където са се провели основните събития от сражението – част от Курската битка.

## Икономика
В района на Прохоровка има 3 фабрики – за млечни продукти, за квас и за спиртни напитки (село Береговое), тухларница (закрита), две асфалтови бази, млечно-стоков комплекс (село Малые Маячки) и свинекомплекс (село Холодное).